# Arvicanthis blicki
Arvicanthis blicki је врста глодара из породице мишева (Muridae).

## Распрострањење
Ареал врсте је ограничен на једну државу. Етиопија је једино познато природно станиште врсте.

## Станиште
Станиште врсте је травна вегетација. Површина коју врста заузима је вероватно мања од 20 хиљада квадратних километара.

## Угроженост
Ова врста је на нижем степену опасности од изумирања, и сматра се скоро угроженим таксоном.